# Wladimir Nikolajewitsch Krawzow
Wladimir Nikolajewitsch Krawzow (russisch Владимир Николаевич Кравцов; * 19. Oktober 1949 in Alytus; † 2. Dezember 1999 in Moskau) war ein sowjetischer Handballspieler.

## Karriere
Wladimir Krawzow spielte für Burewestnik Moskau und MAI Moskau. 1974 und 1975 gewann der 1,74 m große rechte Außenspieler mit MAI Moskau die sowjetische Meisterschaft sowie 1977 den sowjetischen Pokal. Im Europapokal der Pokalsieger 1976/77 besiegte das Team im Endspiel den SC Magdeburg mit 18:17, Krawzow blieb ohne Tor.
1975 und 1979 gewann er die Völker-Spartakiade.
Mit der sowjetischen Nationalmannschaft gewann Krawzow bei der Weltmeisterschaft 1978 die Silbermedaille und bei der Weltmeisterschaft 1982 die Goldmedaille. Bei den Olympischen Spielen 1976 in Montreal warf er 14 Treffer in sechs Partien und gewann mit der Auswahl die Goldmedaille. Für diesen Erfolg erhielt er die Auszeichnung Verdienter Meister des Sports der UdSSR. Bei den Olympischen Spielen 1980 in Moskau traf er elfmal in vier Spielen und gewann mit der Auswahl die Silbermedaille. Insgesamt bestritt er 159 Länderspiele, in denen er 335 Tore erzielte.